# Pershing-missil
MGM-31 Pershing var en familie ballistiske missiler med mellemlang rækkevidde, designet og bygget af Martin Marietta som erstatning for PGM-11 Redstone-missilerne som den amerikanske hærs primære mellemdistanceraket. Det blev opkaldt efter general John J. Pershing. Missilet kunne medbringe et konventionelt sprænghoved eller en nuklear sprængladning.
| Militær | Spire Denne artikel om militær er en spire som bør udbygges. Du er velkommen til at hjælpe Wikipedia ved at udvide den. |